# Oligotrophus schmidti
Oligotrophus schmidti är en tvåvingeart som beskrevs av Rubsaamen 1914. Oligotrophus schmidti ingår i släktet Oligotrophus och familjen gallmyggor. Inga underarter finns listade i Catalogue of Life.